# 埃德文·雷丁
拉斯·埃德文·福克·雷丁（瑞典語：Lars Edvin Folke Ryding，2003年2月4日—），瑞典男演員。2009年，年僅六歲的埃德文在電視劇《樓梯下的那個人》中首次亮相。之後，埃德文出演了其他幾部作品，如《弗里曼小姐的戰爭》、《王權之物》、《斯蒂格-赫爾默的故事》和《鵝媽媽》。2021年，埃德文在Netflix青少年影集《王儲的抉擇》中飾演主角威廉王子（Prince Wilhelm）而在國際上廣為人知，他的Instagram粉絲從2萬增長100倍至200萬。2022年，埃德文入圍歐洲富比士30位30歲以下精英榜。

## 個人生活
雷丁出生於斯德哥爾摩市房價最高的地區厄斯特馬爾姆。他在郊區納卡市鎮的薩爾特舍-布小鎮長大，爸爸是強納斯·雷丁（Jonas Ryding），媽媽是麗莎·雷丁（Lisa Ryding），還有1個弟弟奧古斯特·雷丁（August Ryding）、2個姐姐蒂爾德·雷丁（Tilde Ryding）和西格尼·埃斯特里德·雷丁（Signe Estrid Ryding），而他們家有一隻叫歐帝斯（Otis Ryding）的黑狗。

### 家族成員
埃德文·雷丁出生於厄斯特馬爾姆裡的一個不朽的菁英世家，他的親戚大多數都在商業、金融和政治等相關領域工作。
- 曾祖父戈蘭·雷丁（瑞典语：Göran Ryding）（1916年 - 2007年）是瑞典律師、公務員、指揮官和外交官，曾獲瑞典北極星皇家一級指揮官勳章（英语：Order of the Polar Star），以及法國、德國、荷蘭等其他4個國家頒授軍事級勳章（旨在表揚為國家做出偉大貢獻的人士）。
- 外曾祖父漢斯·埃里克·蒙克（Hans Erick Munck，生卒年不詳），埃德文祖母的父親，是一名銀行董事[9]。
- 祖父拉斯·雷丁（瑞典语：Lars Ryding）（1947年 - ）是一名記者，曾擔任瑞典日報（英语：Svenska Dagbladet）的外交事務經理。
- 祖母塞西莉亞·蒙克（Cecilia Munck，1947年 - ）是一名全科醫生，來自瑞典貴族世家「Munck af Rosenschöld（瑞典语：Munck af Rosenschöld）」。

## 職業生涯
2009年，埃德文·雷丁在的電視連續劇《樓梯下的那個人》中以兒童演員身份出道，後來出演了《弗里曼小姐的戰爭》、《王權之物》、《斯蒂格-赫爾默的故事》等作品。
2012年，埃德文參演了由瑞典作家麗莎·馬克倫德撰寫的熱銷犯罪小說系列作品改編的《安妮卡班森：兇案記者實錄系列電影》（Annika Bengtzon-Crime Reporter）電影全系列。他在瑞典-丹麥動畫故事片《羽國之旅》中為主角配音，並參與瑞典廣播電台的聖誕廣播節目《所有的孩子都慶祝聖誕節》（Alla barnen firar jul）。
2015年，出演瑞典驚悚連續劇《鵝媽媽》，飾演主角的兒子萊納斯·埃克，並在瑞典廣播電台著名的聖誕電視喜劇《盧尼亞街上的風暴》中飾演席維斯特一角。
2022年，他入圍歐洲富比士娛樂類別中的《富比士30位30歲以下精英榜》。 同年，他是瑞典廣播電台的夏季主持人。

## 影視作品

### 電影
| 年份 | 中文譯名                       | 原文片名                                 | 角色                                 | 備註             |
| ---- | ------------------------------ | ---------------------------------------- | ------------------------------------ | ---------------- |
| 2011 | 《斯蒂格-赫爾默的故事》        | The Stig-Helmer Story                    |                                      |                  |
| 2011 | 《王權之物》                   | Kronjuvelerna                            | 理查·佩爾森（Richard Persson）       |                  |
| 2012 | 《安妮卡班森：諾貝爾的遺囑》   | Nobels testamente                        | 卡勒（Kalle）                        |                  |
| 2012 | 《安妮卡班森：黃金時代》       | Prime Time                               | 卡勒（Kalle）                        |                  |
| 2012 | 《安妮卡班森：69工作室》       | Studio Sex                               | 卡勒（Kalle）                        |                  |
| 2012 | 《安妮卡班森：紅狼》           | Den röda vargen                          | 卡勒（Kalle）                        |                  |
| 2012 | 《安妮卡班森：生存戰》         | Livstid                                  | 卡勒（Kalle）                        |                  |
| 2012 | 《安妮卡班森：日光之下》       | En plats i solen                         | 卡勒（Kalle）                        |                  |
| 2013 | 《現實生活》                   | IRL                                      | 喬納斯（Lillebror Jonas）            |                  |
| 2014 | 《羽國之旅》                   | Resan till Fjäderkungens Rike            | 約翰（Johan）                        | 配音             |
| 2014 | 《皮巴弟先生與薛曼的時光冒險》 | Mr. Peabody & Sherman                    | 圖坦王、梅森（Mason）                | 配音（瑞典語版） |
| 2014 | 《柏靈頓：熊愛趴趴走》         | Paddington                               | 強納森·布朗（Jonathan）              | 配音（瑞典語版） |
| 2015 | 《神偷任務》                   | Jönssonligan – Den perfekta stöten       | 年輕的查爾斯·英格瓦（Young Charles） |                  |
| 2016 | 《如果一切都是真實的》         | Om allt vore på riktigt                  | 約瑟夫（Josef）                      |                  |
| 2016 | 《酷寶：魔弦傳說》             | Kubo and the Two Strings                 | 酷寶（Kubo）                         | 配音（瑞典語版） |
| 2016 | 《柏靈頓熊熊出任務》           | Paddington 2                             | 強納森·布朗                          | 配音（瑞典語版） |
| 2020 | 《½的魔法》                    | Onward                                   | 伊恩·萊特富（Ian Lightfoot）         | 配音（瑞典語版） |
| 2020 | 《杜立德》                     | Dolittle                                 | 湯米·斯塔賓斯（Stubbins）            | 配音（瑞典語版） |
| 2021 | 《千萬別抬頭》                 | Don't Look Up                            | 尤爾（Yule）                         | 配音（瑞典語版） |
| 2023 | 《深淵》                       | Avgrunden                                | 西蒙（Simon）                        |                  |
| 2024 | 《借借妳人生》                 | En del av dig                            | 諾埃爾（Noel）                       |                  |
| 2025 | 《28年毀滅倒數》               | 28 Years Later                           | E·桑德奎斯特（E. Sundqvist）         |                  |
| 2026 | 《飢餓遊戲：黎明收割》         | The Hunger Games: Sunrise on the Reaping | 維特斯（Vitus）                      |                  |

### 電視劇
| 年份 | 中文譯名                     | 原文片名                                     | 角色          | 備註             |
| ---- | ---------------------------- | -------------------------------------------- | ------------- | ---------------- |
| 2009 | 《樓梯下的人》               | Mannen under trappan                         | 法比安·克魯茨 |                  |
| 2013 | 《超級自行車》               | Biciklo - Supercykeln                        | 瓦萊·福斯林   |                  |
| 2013 | 《泡泡孔雀魚》               | Bubble Guppies                               | 吉爾          |                  |
| 2013 | 《弗里曼小姐的戰爭》         | Fröken Frimans krig                          | 貢納爾·安德森 |                  |
| 2014 | 《桑拿俱樂部》               | Bastuklubben                                 | 年輕的賈莫    |                  |
| 2015 | 《鵝媽媽》                   | Gåsmamman                                    | 萊納斯·埃克   |                  |
| 2018 | 《盧尼亞街的風暴》           | Storm på Lugna gatan                         | 席維斯特      |                  |
| 2019 | 《愛我》                     | Älska mig                                    | 維克多        |                  |
| 2020 | 《歌舞青春：再譜樂曲系列》   | High School Musical: The Musical: The Series | 瑞奇          | 配音（瑞典語版） |
| 2020 | 《瑪莉亞·沃恩–不公正的正義》 | Maria Wern–En orättvis rättvisa              | 艾略特        |                  |
| 2021 | 《王儲的抉擇》               | Young Royals                                 | 威廉王子      | 主角             |
| 2021 | 《奧術》                     | Arcane                                       | 艾克          | 配音（瑞典語版） |
| 2023 | 《青春無密語》               | Big Mouth                                    | 尼可拉斯      | 配音；客串1集    |

## 獎項和提名
| 年份 | 大獎             | 類別                            | 提名作品       | 結果 | Ref.   |
| ---- | ---------------- | ------------------------------- | -------------- | ---- | ------ |
| 2021 | 斯德哥爾摩電影節 | 最佳新人                        | 《王儲的抉擇》 | 獲獎 | [ 11 ] |
| 2022 | 同志節日獎       | 最佳雙人組合（與歐瑪·魯德伯格） | 《王儲的抉擇》 | 獲獎 | [ 12 ] |
| 2022 | 同志節日獎       | 年度電視節目                    | 《王儲的抉擇》 | 獲獎 | [ 12 ] |
| 2022 | 水晶獎           | 年度青少年劇集                  | 《王儲的抉擇》 | 獲獎 | [ 13 ] |
| 2022 | 水晶獎           | 最佳電視男主角                  | 《王儲的抉擇》 | 提名 | [ 14 ] |

## 外部連結
- 官方网站
- 埃德文·雷丁在互联网电影资料库（IMDb）上的資料（英文）
- 埃德文·雷丁的Instagram帳戶
- 埃德文·雷丁的X（前Twitter）
- 埃德文·雷丁的TikTok